# Wilwisheim
Wilwisheim – miejscowość i gmina we Francji, w regionie Grand Est, w departamencie Dolny Ren.
Według danych na rok 1990 gminę zamieszkiwało 600 osób, a gęstość zaludnienia wynosiła 113 osób/km² (wśród 903 gmin Alzacji Wilwisheim plasuje się na 408. miejscu pod względem liczby ludności, natomiast pod względem powierzchni na miejscu 467.).